# De bedreigde zwaan
De bedreigde zwaan, ook De bedreigde zwaan; later opgevat als allegorie op Johan de Witt, is een schilderij van de schilder Jan Asselijn (circa 1610 - 1652) uit rond 1650. Het behoort tot de collectie van het Rijksmuseum in Amsterdam.

## Voorstelling
Het schilderij toont een knobbelzwaan die haar nest met eieren beschermt tegen een hond. De zwaan staat voor zuiverheid en de hond voor het kwaad. Aan de voorstelling zijn na het overlijden van Asselijn drie opschriften toegevoegd. Onder de zwaan staat in hoofdletters DE RAAD=PENSIONARIS. Vermoed wordt dat daarmee Johan de Witt bedoeld wordt. Op een van de eieren staat, eveneens in hoofdletters, HOLLAND geschreven, een verwijzing naar het gewest Holland, waarvan De Witt raadpensionaris was. Boven de hond staat DE VIAND VAN DE STAAT. Op die manier kreeg de voorstelling de allegorische betekenis van Johan de Witt (de zwaan), die Holland (het ei) beschermt tegen de vijanden van de staat (de hond). 
Verondersteld wordt dat de opschriften ongeveer honderd jaar na Asselijns overlijden zijn aangebracht, in 1757 tijdens de Wittenoorlog; een polemiek over de gebroeders Johan en Cornelis de Witt. Wie dat gedaan heeft, is niet bekend. In de achttiende eeuw was het gebruikelijk om schilderijen een allegorische betekenis toe te schrijven, anders vond men een schilderij te basaal. Omdat de hond komt aangezwommen, werd met de tekst de suggestie gewekt dat met die vijand Engeland bedoeld wordt, evenals prins Willem III van Oranje-Nassau, waarvan De Witt altijd heeft willen voorkomen dat die stadhouder van Holland zou worden. Willem III werd na het overlijden van De Witt koning van Engeland.

## Afbeelding
De zwaan is op ware grootte afgebeeld, waardoor hij realistischer overkomt. De gevechtshouding van de zwaan komt extra dreigend over, omdat de vogel vanaf een laag gezichtspunt geschilderd is, vanuit het zogenaamde kikvorsperspectief. De zwaan is weergegeven met tinten wit, geel, grijs en ook nog met blauw. De vogel staat in het tegenlicht. De linkervleugel vangt met de bovenkant het zonlicht, waardoor de omlijningen van de borst beter uitkomen en er spanning in de weergave van de zwaan wordt gebracht. Asselijn was een meester in stofuitdrukking. Zo schijnt het zonlicht door de flinterdunne randen van de donsveertjes. De lucht bestaat uit twee tinten blauw, een grauwere aan de bovenkant en een heldere beneden. Het vermoeden is dat hij hiervoor respectievelijk de pigmenten smalt en ultramarijn gebruikte. De zwaan heeft zojuist gepoept, als afschrikmiddel of uit angst. Op de top van de faeces zijn subtiele roodbruine kleurschakeringen te zien, waaruit blijkt dat Asselijn de zwanenuitwerpselen goed bestudeerd heeft. Italiaanse invloeden uit de tijd dat hij in Italië verbleef zijn zichtbaar in de goudkleurige strootjes van het zwanennest, waarmee hij de zonneschijn weergaf.

## Herkomst
Het werk werd in 1784 voor het eerst gesignaleerd op de verkoping van de verzameling van de jurist Jean Deutz in Amsterdam. Later bevond het zich in de collectie van Jan Gildemeester Jansz., wiens verzameling op 11 juni 1800 en volgende dagen publiekelijk werd geveild in het Trippenhuis. De koper van De bedreigde zwaan was Cornelis Sebille Roos, een van de makelaars die de collectie van Gildemeester verkocht. Roos kocht het werk op de eerste verkoopdag (catalogusnummer 2) voor 95 gulden, met opgeld en tafelgeld kwam het eindbedrag uit op precies honderd gulden. Roos noemde dat zelf een "spotprys". Hij kocht het voor de Nationale Konst-Gallery in paleis Huis ten Bosch in toen Wassenaar, de voorloper van het Rijksmuseum in Amsterdam, en waarvan hij de eerste directeur was. De bedreigde zwaan was de eerste aankoop van dit museum. Het schilderij werd een dag later in een kist naar Huis ten Bosch vervoerd. Roos zegde schriftelijk toe dat het schilderij uiterlijk 13 juni in Huis ten Bosch aan de muur zou hangen.

## Lijst
In de jaren negentig van de twintigste eeuw werd het schilderij ingelijst in een zwarte kopie van een zeventiende-eeuwse profiellijst, die een Franse Régencelijst verving. In december 2002 werd die vervangen door een uit ongeveer 1655 daterende Hollandse, gesneden houten lijst in kwabstijl met groteske koppen, guirlandes en vloeiende zoömorfe vormen. Deze lijst is van lindenhout.

## Ares
Het schilderij en zijn allegorische betekenis duiken op in de eerste aflevering van de Nederlandse Netflix-horrorserie Ares, over het gelijknamige geheime genootschap.